# Y Sextantis

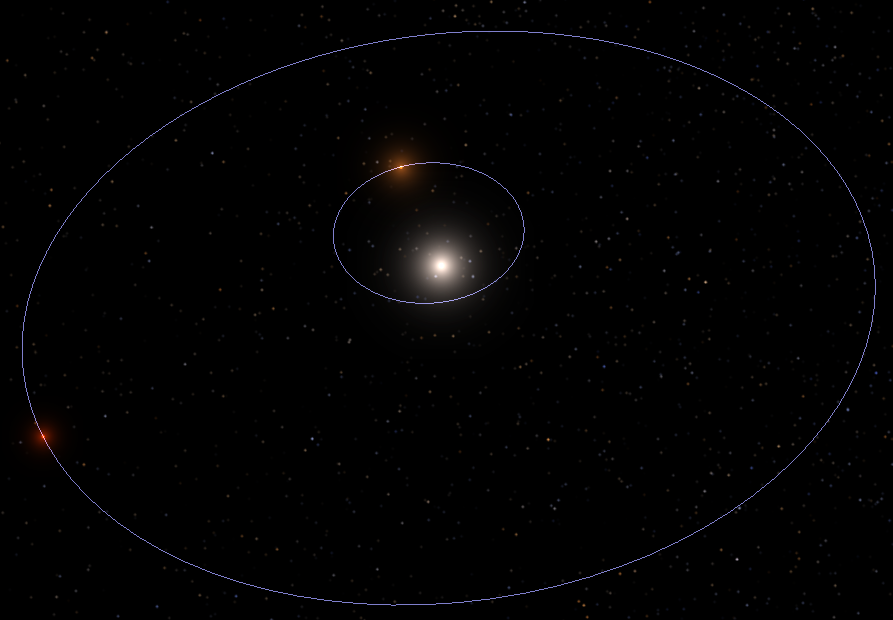
Aspecto de la arquitectura del sistema Y Sextantis.

Y Sextantis (Y Sex / HD 87079 / HIP 49217) es una estrella variable de la constelación de Sextans, el sextante.
Está situada al otro lado del ecuador celeste respecto a α Sextantis, a poco menos de 2º de ésta.
Se encuentra a 361 años luz del sistema solar.
Y Sextantis es una binaria de contacto de tipo espectral F5-F6 o F8V. En este tipo de binarias cercanas, debido a su proximidad, las dos estrellas comparten sus capas exteriores de gas, aunque en el caso de Y Sextantis el contacto es sólo marginal.
Las temperaturas respectivas de las componentes son 6650 y 6448 K.
La más caliente es 4,3 veces más luminosa que el Sol y tiene un radio de 1,57 radios solares.
Es un 50% más masiva que el Sol mientras que su compañera apenas tiene el 2% de la masa solar.
La relación entre las masas de ambas componentes, q, es igual a 0,195.
La estrella menos caliente es ligeramente menos luminosa que el Sol y su radio equivale al 80% del radio solar.
Clasificada como variable W Ursae Majoris, la variabilidad de Y Sextantis fue observada por primera vez por Cuno Hoffmeister en 1934.
Su brillo fluctúa entre magnitud aparente +9,83 y +10,21 a lo largo de su período orbital de 0,4198 días (10,075 horas).
Se ha observado una disminución del período con el tiempo, lo que se ha interpretado como transferencia de masa desde la estrella más masiva hacia su compañera, o como pérdida de masa y de momento angular por parte del sistema.
Asimismo, existen dos oscilaciones periódicas adicionales, la primera de 51,22 años —con una amplitud de 0,0218 días— y la segunda de 32,10 años.
Estos valores sugieren la presencia de un tercer objeto en el sistema —de tipo espectral estimado M3-M4 y de 0,3 masas solares— y la posibilidad de que exista un cuarto objeto de menor masa.
Una explicación alternativa es que ambas estrellas posean ciclos magnéticos como consecuencia de su rápida rotación.